# Cristóbal de Fonseca
Cristóbal de Fonseca (Santa Olalla, 1550-Madrid, 1621) fue un escritor, eclesiástico y místico español. Profesó en el convento de Toledo de la Orden de San Agustín el 8 de febrero de 1566. Estudió teología en la Universidad de Salamanca. En 1591 fue designado prior del convento de la orden en Segovia y en 1607 alcanzó la dignidad de provincial de Castilla. Poco después, desempeñó el priorato en el convento de Madrid.

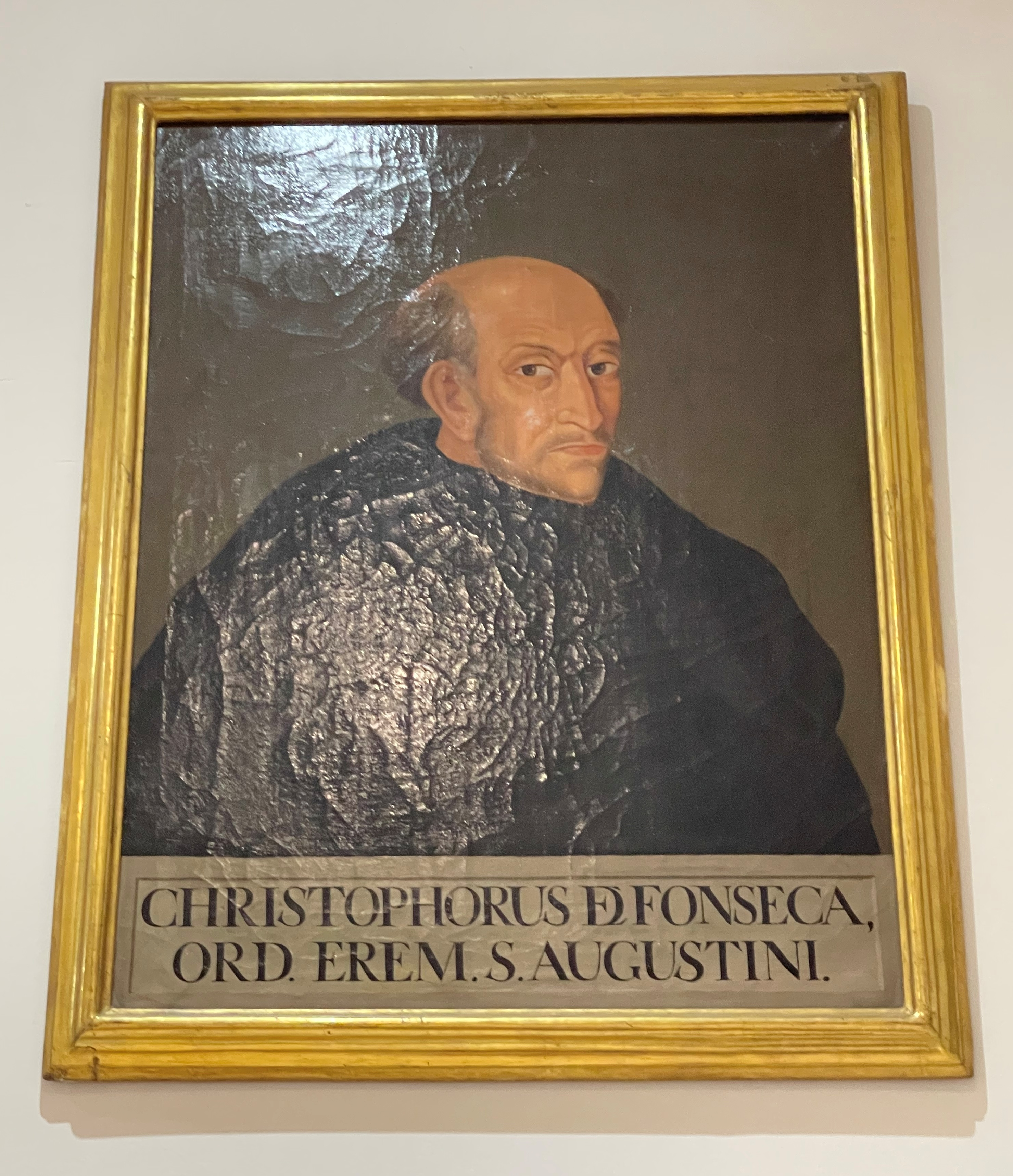
Retrato de Cristóbal de Fonseca

Contemporáneo de Cervantes, Lope de Vega y Vicente Espinel con los que comparte diversas menciones en sus prólogos.
Aparte de su obra mística y religiosa es considerado posible autor del Quijote apócrifo de Alonso Fernández de Avellaneda de 1614.

## Obras
- Tratado del amor de Dios (1592), obra de carácter teológico que estudió el amor en las diferentes especies.
- Segunda parte del Tratado del amor de Dios (1608)
- Vida de Cristo, Nuestro señor (1596 y 1601)
- Discursos para todos los Evangelios de Cuaresma (1614)
- Con el seudónimo de Alfonso Sánchez de la Ballesta y junto a Francisco López de Aguilar escribió el Expostulario Spongiae (1618).